# Ciro Ippolito
Ciro Ippolito (nascut a Nàpols, Itàlia, 27 de gener de 1947) és un director de cinema, guionista i productor. És conegut pels aficionats al cinema de terror per la seva obra de 1980 Alien 2: On Earth, que va coproduir, escriure i dirigir.

## Biografia
Nascut l'any 1947 fill d'un productor de teatre italià, Ciro Ippolito va començar la seva carrera durant la infància sent actor a la pel·lícula Classe di ferro (1957) de Turi Vasile.
El 1972 va participar a la pel·lícula Agostino d'Ippona de Roberto Rossellini, amb qui va treballar com a ajudant de direcció. A mitjans dels anys 60, va produir dos espectacles de teatre de Leopoldo Mastelloni (Le compagnie i Brechtomania), i va participar en diverses pel·lícules (I misteri di Napoli, La Badessa di Castro, Vieni amore mio, Flavia la monaca musulmana, La fine dell'innocenza) com a actor o guionista.
El seu primer treball com a director de cinema va arribar l'any 1980 amb la pel·lícula Alien 2 - Sulla Terra, realitzada sota el pseudònim Sam Cromwell. Els seus principals èxits d'aquell període són Lacrime napolitane (Festival Internacional de Cinema de Berlín, 1980), seguit de Pronto...Lucia (1982) i Zampognaro innamorato (1983), ambdues amb Carmelo Zappulla.
Arrapaho, una pel·lícula sobre la tribu amerindia Arapaho, va ser un èxit immediat. La pel·lícula es va fer en quinze dies amb un cost de 135 milions de lires italianes i va recuperar cinc mil milions.
Durant la dècada de 1990, va ser productor de Lina Wertmüller a Io speriamo che me la cavo i Ninfa Plebea, i de Maurizio Nichetti a Palla di neve.
Ippolito va continuar la seva activitat com a productor cinematogràfic amb La venexiana (1986) dirigida per Mauro Bolognini i la seva activitat televisió amb obres com La romana de Giuseppe Patroni Griffi, Gli indifferenti, minisèrie de Bolognini, Disperatamente Giulia d'Enrico Maria Salerno, Donna d'onore de Stuart Margolin, Il settimo papiro de Kevin Condor i Il terzo segreto di Fatima d'Alfredo Peyretti.
L'última pel·lícula de Ciro Ippolito va ser Vaniglia e cioccolato (2004), una adaptació de la novel·la homònima de Sveva Casati Modigliani, que va tenir un èxit discret.
L'any 2010 Ippolito va publicar un llibre titulat Un Napoletano a Hollywood.

## Filmografia

### Director
- Alien 2 - Sulla Terra (1980)
- Lacrime napulitane (1981)
- Pronto... Lucia (1982)
- Zampognaro innamorato (1983)
- Arrapaho (1984)
- Uccelli d'Italia (1985)
- Vaniglia e cioccolato (2004)
- C'era una volta Napoli (2024)

### Guionista
- L'ultimo guappo, dirigida per Alfonso Brescia (1978)
- Napoli... serenata calibro 9, dirigida per Alfonso Brescia (1978)
- Il mammasantissima, dirigida per Alfonso Brescia (1979)
- Lo scugnizzo, dirigida per Alfonso Brescia (1979)
- I contrabbandieri di Santa Lucia, dirigida per Alfonso Brescia (1979)
- Napoli... la camorra sfida, la città risponde, dirigida per Alfonso Brescia (1979)
- Alien 2 sulla Terra (1980)
- Lacrime napulitane (1981)
- Pronto Lucia (1982)
- Zampognaro innamorato (1983)
- Arrapaho (1984)
- Uccelli d'Italia (1985)
- Palla di neve, dirigida per Maurizio Nichetti (1995)
- Il settimo papiro, dirigida per Kevin Connor – serie TV (1999)
- Vaniglia e cioccolato (2004)
- C'era una volta Napoli (2024)

### Productor
- L'ultimo guappo, dirigida per Alfonso Brescia (1978)
- Napoli... serenata calibro 9, dirigida per Alfonso Brescia (1978)
- Il mammasantissima, dirigida per Alfonso Brescia (1979)
- Lo scugnizzo, dirigida per Alfonso Brescia (1979)
- I contrabbandieri di Santa Lucia, dirigida per Alfonso Brescia (1979)
- Napoli... la camorra sfida, la città risponde, dirigida per Alfonso Brescia (1979)
- Alien 2 - Sulla Terra (1980) regia Sam Cromwell
- Lacrime napulitane (1981)
- Pronto... Lucia (1982)
- Zampognaro innamorato (1983)
- Arrapaho (1984)
- Uccelli d'Italia (1985)
- La venexiana, dirigida per Mauro Bolognini (1986)
- Gli indifferenti, dirigida per Mauro Bolognini (1987)
- La romana, dirigida per Giuseppe Patroni Griffi (1988)
- Disperatamente Giulia, dirigida per Enrico Maria Salerno (1990)
- Firenze, dirigida per Franco Zeffirelli (1990)
- Donna d'onore, dirigida per Stuart Margolin (1991)
- Io speriamo che me la cavo, dirigida per Lina Wertmüller (1992)
- Palla di neve, dirigida per Maurizio Nichetti (1995)
- Ninfa plebea, dirigida per Lina Wertmüller (1995)
- Il settimo papiro, dirigida per Kevin Connor – serie TV (1999)
- Il terzo segreto di Fatima, dirigida per Alfredo Peyretti (2001)
- Vaniglia e cioccolato (2004)
- C'era una volta Napoli (2024)

### Actor
- Classe di ferro, dirigida per Turi Vasile (1957)
- Agostino d'Ippona, dirigida per Roberto Rossellini (1972)
- La badessa di Castro, dirigida per Armando Crispino (1974)
- Flavia, la monaca musulmana, dirigida per Gianfranco Mingozzi (1974)
- Vieni, vieni amore mio, dirigida per Vittorio Caprioli (1975)
- I Misteri di Napoli, dirigida per Ugo Gregoretti (1975)
- La fine dell'innocenza, dirigida per Massimo (1976)
- Napoli... la camorra sfida, la città risponde, dirigida per Alfonso Brescia (1979)
- Alien 2 - Sulla Terra (1980)
- Lacrime napulitane (1981)
- Storia senza parole, dirigida per Biagio Proietti (1981)
- Zampognaro innamorato (1983)
- Arrapaho (1984)
- Ciro & l'istinto (2007), dirigida per Vincenzo Rossini
- C'era una volta Napoli (2024)